# Caso Estados Unidos contra Microsoft
El caso Estados Unidos contra Microsoft fue un conjunto de acciones legales planteadas contra Microsoft Corporation en virtud de la Sherman Act 1890 Sección 1 y 2 el 18 de mayo de 1998 por el Departamento de Justicia de Estados Unidos (DOJ) junto con 20 Estados. Joel I. Klein fue el fiscal principal. La parte acusadora planteó que Microsoft abusaba de su poder monopólico en las computadoras personales con núcleos Intel en cuanto a la gestión de las ventas del sistema operativo y del navegador web. El tema central del caso consistía en si se le permitía a Microsoft juntar en un mismo paquete su producto de software estrella de navegación de la web (Internet Explorer) con su sistema operativo Microsoft Windows. Se planteaba que el juntarlos en un mismo paquete fue la principal razón del éxito de Microsoft en la guerra de los navegadores ya que cada usuario de Windows contaba con una copia del Internet Explorer. Se indicó en la acusación que este hecho restringía el mercado de la competencia de navegadores de web (tales como Netscape Navigator u Opera) que eran lentos en descargar a través de un módem o que debían ser comprados en una tienda. En el trasfondo de este caso se encontraban temas tales como si Microsoft había alterado o manipulado sus application programming interfaces (APIs) para favorecer al Internet Explorer por sobre navegadores de otros fabricantes, la conducta de Microsoft al establecer acuerdos de licencias restrictivos con los original equipment manufacturer (OEMs), y las intenciones que perseguían las conductas de Microsoft.
Microsoft afirmó que el juntar en un paquete a Microsoft Windows e Internet Explorer fue el resultado de un proceso de innovación y competición, que los dos eran ahora partes de un mismo producto y se encontraban íntimamente interconectados y que los consumidores estaban recibiendo todos los beneficios de IE de manera gratuita. Aquellos que se oponían a la posición de Microsoft alegaban que el navegador aún era un producto distinto y separado que no tenía por qué estar acoplado con el sistema operativo, dado que existía una versión separada de Internet Explorer para la Mac OS. Ellos también afirmaban que IE en realidad no era gratuito ya que sus costos de desarrollo y marketing podrían haber ayudado a mantener el precio de Windows más elevado de lo que de otra forma hubiera tenido. El caso fue juzgado por el Juez Thomas Penfield Jackson en la Corte de Distrito del Distrito de Columbia. Inicialmente el responsable de representar la posición del Departamento de Justicia fue David Boies.

## Sentencia
El juez Thomas Penfield Jackson informó sobre sus conclusiones el 5 de noviembre de 1999, en las mismas expresó que el dominio por parte de  Microsoft del mercado de sistemas operativos de computadoras personales tipo x86 constituía un monopolio, y que Microsoft había llevado a cabo acciones para acabar con las amenazas a dicho monopolio, incluidas las que provenían de Apple, Java, Netscape, Lotus Notes, RealNetworks, Linux, entre otros. La sentencia se dividió en dos partes. El 3 de abril publicó sus conclusiones según la ley, según las cuales Microsoft había cometido monopolización, intentado monopolizar y  estableciendo un modelo de negocios de cebo y anzuelo violando las Secciones 1 y 2 de la Sherman Antitrust Act. Microsoft apeló inmediatamente la decisión.
El 7 de junio de 2000, la corte ordenó el desmembramiento de Microsoft para resolver el problema. De acuerdo a la sentencia, Microsoft debía ser dividida en dos unidades separadas, una responsable de producir el sistema operativo, y otra de producir otros componentes de software.

## Apelación
Luego que el juez Jackson expusiera sus conclusiones, los representantes de Microsoft (para ganar tiempo) intentaron presentar la apelación de Microsoft directamente ante la Corte Suprema de los Estados Unidos. Sin embargo, la Corte Suprema rechazo  considerar la apelación y envió el caso ante la corte federal de apelaciones.
La Corte de Apelaciones del Circuito del Distrito de Columbia revirtió la sentencia del juez Jackson contra Microsoft. Esto en parte se debió a que la corte apelada había adoptado un "alcance de daños profundamente distorsionado" bajo cuyo contexto debían ser implementadas las medidas de remediación, y también en parte por las entrevistas durante el embargo de noticias que el juez Jackson había concedido a la prensa cuando aun estaba escuchando el caso, en violación al Código de Conducta de los jueces de Estados Unidos. El juez Jackson no concurrió a las sesiones de la Corte de Apelaciones del Circuito de Columbia, durante los cuales los jueces de la corte de apelaciones lo acusaron de conducta no ética y determinaron que debería haberse excusado del caso.
La respuesta del juez Jackson fue expresar que la conducta de Microsoft fue la causa de todo "sesgo que se pudiera haber percibido"; los ejecutivos de Microsoft habían, según el juez, "en repetidas oportunidades, sido inexactos, engañosos, evasivos, y tenido una falsa transparencia.... Microsoft es una empresa con un desdén institucional tanto por la verdad como por las reglas de la ley que otras entidades de menor magnitud deben respetar. También es una empresa cuyos cargos ejecutivos no dudan en brindar testimonios superficiales para apoyar defensas espurias ante acusaciones de haber obrado mal."
Sin embargo, la corte de apelaciones no revirtió los hallazgos. El Circuito de Columbia giró el caso para que se considerase un remedio adecuado bajo un alcance de daños más reducido. El juez Colleen Kollar-Kotelly fue elegido para juzgar este caso.
El Departamento de Justicia anunció el 6 de septiembre de 2001 que ya no requería que Microsoft fuera dividido y que en cambio buscaría una penalidad antimonopolio menos demandante. Microsoft decidió redactar una propuesta de acuerdo que permitiría a los fabricantes de PCs adoptar software que no fuera de  Microsoft software.

## Acuerdo final
El 2 de noviembre de 2001, el Departamento de Justicia llegó a un acuerdo con Microsoft para resolver el caso. El acuerdo propuesto requería que Microsoft compartiera sus application programming interfaces con otras empresas y designara un grupo de tres personas quienes tuvieran pleno acceso a los sistemas, registros y códigos fuentes de Microsoft durante cinco años para segurar se cumpliera con los términos del acuerdo. Sin embargo, el Departamento de Justicia no requería que Microsoft cambiara ninguna porción de su código ni prevenía que Microsoft "atara" otros software con Windows en el futuro. El 5 de agosto de 2002, Microsoft anunció que realizaría ciertas concesiones para posibilitar el acuerdo final antes del veredicto del juez. El 1 de noviembre de 2002, el juez Kollar-Kotelly emitió su sentencia aceptando la mayoría de lo propuesto en el acuerdo negociado por el Departamento de Justicia. Nueve estados (California, Connecticut, Iowa, Florida, Kansas, Minnesota, Utah, Virginia y Massachusetts) y el Distrito de Columbia (que habían trabajado en el caso junto con el Departamento de Justicia) no estuvieron de acuerdo con el acuerdo propuesto, sostenían que el mismo no tenía el alcance suficiente para recortar las prácticas empresariales anticompetitivas de Microsoft. El 30 de junio de 2004, la Corte de Apelaciones aprobó por unanimidad el acuerdo con el Departamento de Justicia, rechazando las objeciones en cuanto a que las sanciones eran inadecuadas.
Los estados en disidencia consideraron que el acuerdo era solo una palmada en la muñeca. Robert X. Cringely un especialista de la industria consideró que no era posible una división, y que "ahora la única forma en que Microsoft puede desaparecer es solo si se suicida." Andrew Chin, un profesor de leyes antimonopolio en la  University of North Carolina at Chapel Hill que ayudó al juez Jackson a analizar el caso, escribió que el acuerdo le otorgaba a Microsoft "una inmunidad antimonopolio para licenciar  Windows y otros 'softwares de plataforma' bajo condiciones contractuales que destruyen la libertad de competencia."
Eben Moglen destacó que la forma en que se le exigió a Microsoft que abriera sus APIs y protocolos solo era útil parar “interoperar con un Producto para el Sistema Operativo Windows”, y no para implementar soluciones para esos APIs y protocolos en cualquier otro sistema operativo competidor.